# 可不
可不（かふ、KAFU）は、バーチャルシンガー花譜の歌声をもとにしたCeVIO AIソングボイスであり、KAMITSUBAKI STUDIOが展開する「音楽的同位体プロジェクト」のキャラクター。

## 概要
花譜の2nd ONE-MAN LIVE 「不可解弐Q1」にて、音声合成ソフトCeVIO AIとのコラボレーションとして発表された。キャラクターデザイナーは花譜を手掛けたPALOW.である。花譜の容姿を元に髪は白髪、衣装は白を基調とした幾何学的な模様が施され、三角形を組み合わせた髪飾りが特徴となっている。
「可不」という名前の由来は「可能性」と「不可解」の頭文字であり、アルファベット表記である「KAFU」は、声の元となった花譜のアルファベット表記「KAF」に「YOU」のUを組み合わせたものである。コンセプトは「『花譜』から『可不』へ、『聴く』から『創る』へ」。可不についてプロデューサーのPIEDPIPERは「花譜と似ているけど全く違う存在」と述べている。
可不の発表後に開発中の3種の歌声が公開され、ボイスアンケートとしてユーザーからの意見を募った。結果は花譜の声に最も近い「A」が65％を占めたが、花譜の「可不は可不で、花譜は花譜で、ちょっと似てはいるけどまた別の存在になりたい」という思いにより、より幼い声である「B」が正式に採用された。当初は2020年冬の発売を予定していたが、2度の発売延期を経て2021年7月7日に発売された。
また、V.I.P STREAMING COVER LIVE「マシュマロライブ」にて、Dreamtonics株式会社が開発した音声合成ソフトであるSynthesizer V AI用のソングボイスの発売が告知された。当初は2024年1月15日の発売を予定していたが、花譜が「違和感が浮かび、喜んで様々な人のもとに送り出すことは出来ない」と思ったことから、2023年12月23日に発売延期が決定し、2025年1月19日に正式に発売中止となった。

## キャラクター
年齢・身長・体重などの公式設定は存在しない。
カレーうどんが好きであるという非公式設定が広く受け入れられている。鬼躯のイラスト及びそれをもとに作られたしゃいとの動画「可不がカレーうどん食べるだけ」や、南ノ南の楽曲「可不ちゃんのカレーうどん狂騒曲」などから広まった。
可不を含む音楽的同位体の４コマ漫画「同位体観察日記」が、公式サイトとTwitterにて2022年7月7日（発売１周年）より定期的に配信されている。作者はイラストレーター・漫画家の中森煙。第二十話ではカレーうどんネタを逆輸入している。

## ディスコグラフィ

### 公式デモ曲
ここでは可不がリリースされた2021年までのものを記述する。初期の花譜カバー曲以外は、YouTubeのプレイリスト「可不(KAFU)クリエイターズ」にリストアップされている。
| 曲名                       | アーティスト     | 発表日         | 映像制作            | 映像制作協力              | 備考                                                                    |
| -------------------------- | ---------------- | -------------- | ------------------- | ------------------------- | ----------------------------------------------------------------------- |
| 雛鳥                       | カンザキイオリ   | 2020年11月14日 |                     |                           | 花譜オリジナル楽曲の公式カバー                                          |
| 心臓と絡繰                 | カンザキイオリ   | 2020年11月28日 |                     |                           | 花譜オリジナル楽曲の公式カバー                                          |
| 過去を喰らう               | カンザキイオリ   | 2020年12月12日 |                     |                           | 花譜オリジナル楽曲の公式カバー                                          |
| ナイトルール               | 煮ル果実         | 2020年12月25日 | buōy                |                           | 『KAF+YOU KAFU COMPILATION ALBUM』収録                                  |
| ホログラム                 | 一二三           | 2021年1月9日   | 慧子                |                           | 『KAF+YOU KAFU COMPILATION ALBUM』収録                                  |
| 不埒な喝采                 | ポリスピカデリー | 2021年2月06日  | A.YAMI              |                           | 『KAF+YOU KAFU COMPILATION ALBUM』収録 花譜とのデュエットバージョンあり |
| キュートなカノジョ         | syudou           | 2021年2月20日  | くろうめ            |                           | 『KAF+YOU KAFU COMPILATION ALBUM』収録 花譜とのデュエットバージョンあり |
| アイスクリーム             | Guiano           | 2021年3月7日   |                     |                           | 『KAF+YOU KAFU COMPILATION ALBUM』収録                                  |
| はなぐすり                 | koyori/電ポルP   | 2021年3月13日  |                     |                           |                                                                         |
| ジェラシス                 | Chinozo          | 2021年3月20日  | 藍瀬まなみ          | アルセチカ                | 『KAF+YOU KAFU COMPILATION ALBUM』収録 花譜自身によるカバーあり         |
| 独り夜がり                 | 水野あつ         | 2021年3月27日  | 津島ソラ            |                           |                                                                         |
| レトロポリス               | R Sound Design   | 2021年4月10日  | がーこ              |                           | 『KAF+YOU KAFU COMPILATION ALBUM』収録                                  |
| ATARI FRONT PROGRAM        | 鬱P              | 2021年4月17日  | あるし              |                           |                                                                         |
| 花となれ                   | 雄之助           | 2021年5月1日   | sowiti, Nihe        |                           | 『KAF+YOU KAFU COMPILATION ALBUM』収録                                  |
| 社会距離                   | 40mP             | 2021年5月5日   | muen                | あるみっく,ZUMA           |                                                                         |
| 水面下                     | 大沼パセリ       | 2021年5月8日   | yujureal works      | 江戸屋犬八,Tomotaka Iwasa |                                                                         |
| フーリッシュフール         | 栗山夕璃         | 2021年5月15日  | ウエダツバサ        |                           |                                                                         |
| めめしぃ                   | すりぃ           | 2021年5月12日  | すりぃ              | nsn                       | 『KAF+YOU KAFU COMPILATION ALBUM』収録                                  |
| 色彩                       | ATOLS            | 2021年5月22日  | ATOLS               |                           |                                                                         |
| 化孵化                     | sasakure.‌UK      | 2021年5月26日  | sasakure.‌UK         | 革蝉                      |                                                                         |
| ノスタルジック・ブルー     | Aqu3ra           | 2021年5月29日  | 眩しい              |                           |                                                                         |
| フォニイ / phony           | ツミキ           | 2021年6月5日   | ツミキ              | ウエダツバサ              | 花譜とのデュエットバージョンあり                                        |
| わるいくせだよ。           | Hylen            | 2021年6月9日   | LAKU / H0L1C        | らいつ,VR ize             |                                                                         |
| 全部全部全部               | 164              | 2021年6月18日  | ASCAN,出汁汁        |                           |                                                                         |
| YONAKI                     | みきとP          | 2021年6月19日  | 長澤宏宣            | wataboku                  |                                                                         |
| 最底辺の嫌がらせ           | 100回嘔吐        | 2021年6月23日  | AI YOSHINAGA        | モブノーマル              |                                                                         |
| 私のドッペルゲンガー       | DIVELA           | 2021年6月26日  |                     | 奏音                      |                                                                         |
| 邪道                       | Peg              | 2021年6月30日  | 沼田ゾンビ          |                           |                                                                         |
| コールドケース             | wotaku           | 2021年7月3日   | あるし              | 水豹                      |                                                                         |
| 朝日                       | カンザキイオリ   | 2021年7月7日   | 川サキ ケンジ       | 髙田 瑛示、Q-taro、muen   | 『KAF+YOU KAFU COMPILATION ALBUM』収録 花譜とのデュエット曲             |
| 第四の壁、向こうより       | しとお           | 2021年7月10日  | しとお              |                           |                                                                         |
| メスト                     | かいりきベア     | 2021年7月14日  | Ai Yoshinaga        | tamimoon,Kentaro Sugiyama |                                                                         |
| キャットラビング           | 香椎モイミ       | 2021年7月17日  | ろーまじん          | 檀上大空                  |                                                                         |
| しあわせのレシピ           | れるりり         | 2021年7月24日  | MaYuKa              |                           |                                                                         |
| 変身                       | ナナホシ管弦楽団 | 2021年7月28日  |                     |                           |                                                                         |
| ココロガール               | とあ             | 2021年7月31日  |                     |                           |                                                                         |
| SCREW                      | 蝶々P            | 2021年8月4日   | YM                  | けけ                      |                                                                         |
| いっせーのーで             | MIMI             | 2021年8月9日   |                     |                           |                                                                         |
| 毒吐く                     | 葵木ゴウ         | 2021年8月11日  |                     | 涼夜ちも                  |                                                                         |
| 人間でいたい               | ルワン           | 2021年8月14日  |                     | ylu                       |                                                                         |
| ひみつのユーフォー         | ナユタン星人     | 2021年8月18日  | ナユタン星人        | wacca                     |                                                                         |
| マーシャル・マキシマイザー | 柊マグネタイト   | 2021年8月21日  | 柊マグネタイト      | あさ                      |                                                                         |
| ハイファイレディオ         | FLG4             | 2021年8月25日  | てんてこ            |                           |                                                                         |
| ありふれた、レプリカント   | 卯花ロク         | 2021年8月28日  |                     | 檀上大空                  |                                                                         |
| ヒューマネス               | ノイ             | 2021年9月1日   | くすみ              | 釧路くき                  |                                                                         |
| チグハグ                   | ちいたな         | 2021年9月4日   |                     | QUER                      |                                                                         |
| CREATION                   | 歩く人           | 2021年9月8日   |                     | 渡瀬しぃの                |                                                                         |
| アイソトープ               | r-906            | 2021年9月11日  |                     | ウエダツバサ              |                                                                         |
| ミシェルに花束を           | 楽園市街         | 2021年9月15日  | 楽園市街            | haru                      |                                                                         |
| いなくなりたくなる夜だ     | 烏屋茶房         | 2021年9月19日  | 烏屋茶房            | ねむたみ,桃之字           |                                                                         |
| 野獣どもよ                 | 平田義久         | 2021年9月22日  | 平田義久            | Nico-Tine,杉山健太郎      |                                                                         |
| 春じゃないわ               | メドミア         | 2021年9月25日  | Yazhirushi,桜井貴志 | てんてこ                  |                                                                         |
| デビル                     | てにをは         | 2021年9月29日  | てにをは            | 沼田ゾンビ                |                                                                         |
| 言の葉の綾                 | ユリイ・カノン   | 2021年10月13日 | Palf                | 東の空まで会いにきて      |                                                                         |
| 怪物の正体                 | サツキ           | 2021年10月16日 | くろうめ            |                           |                                                                         |
| エスケーパー               | caphat           | 2021年10月22日 | caphat              |                           |                                                                         |
| 始発駅、君を待つ。         | 廉               | 2021年12月4日  |                     | ヒトこもる                |                                                                         |
| 透明な街                   | higma            | 2021年12月18日 | higma               |                           |                                                                         |
| CH4NGE                     | Giga             | 2021年12月25日 | 筆者,お菊           | ろるあ                    |                                                                         |